# Yōsuke Ishibitsu
Yōsuke Ishibitsu (jap. 石櫃 洋祐 Ishibitsu Yōsuke; ur. 23 lipca 1983) – japoński piłkarz występujący na pozycji obrońcy. Obecnie występuje w Kyoto Sanga FC.

## Kariera klubowa
Od 2006 roku występował w klubach Vissel Kobe, Nagoya Grampus i Kyoto Sanga FC.